# يورام بالتي
يورام بالتي (بالعبرية: יורם פלטי) (مواليد 1937) هو طبيب وأكاديمي ورجل أعمال إسرائيلي. وهو أستاذ في علم وظائف الأعضاء والفيزياء الحيوية في التخنيون.
وهو رائد أعمال ومؤسس شركات الأجهزة الطبية، منها نوفوكيور Novocure للإلكترونيات الطبية.
حصل على جائزة إسرائيل لريادة الأعمال والابتكار التكنولوجي لعام 2022.

## حياته
درس الطب في الجامعة العبرية في القدس
وحصل على درجة الدكتوراه في عام 1965.
وحصل على منحة دراسية من معاهد الصحة الوطنية الأمريكية (NIH) وبدأ تدريب ما بعد الدكتوراه في قسم علم وظائف الأعضاء في كلية الطب بجامعة ميريلاند في بالتيمور. وبعد عام تم تعيينه أستاذاً مساعداً لعلم وظائف الأعضاء بالجامعة. خلال هذه الفترة أسس مكانته كباحث في الآليات الأساسية لعمل الألياف العصبية (القنوات الأيونية).
في عام 1969، عاد إلى قسم علم وظائف الأعضاء في كلية الطب في القدس.
دُعي في عام 1970 إلى حيفا للمساعدة في إنشاء كلية الطب هناك. انضم إلى هيئة التدريس في كلية الطب في رابابورت في التخنيون، وعين رئيسًا لقسم علم وظائف الأعضاء والفيزياء الحيوية.  في عام 1976 تم تعيينه بروفيسوراً .
في عام 1983، تم تعيينه رئيسًا لمعهد رابابورت لأبحاث الأسرة في العلوم الطبية،  وقام ببناء طاقم المعهد والخدمات وأنظمة المعدات اللازمة للبحث المتقدم.
أدار معهد رابابورت لأكثر من عشر سنوات. خلال هذا النشاط واصل بحثه في الفيزيولوجيا الكهربية. قرب نهاية الفترة، بدأ في البحث عن طرق للاستفادة من المعرفة الفسيولوجية الطبية والمعرفة الجسدية التي اكتسبها على مر السنين لتطوير وسائل لتشخيص الأمراض وعلاجها.
أدى هذا النشاط إلى إنشاء العديد من الشركات الناشئة. كان أول نشاط مهم، تم تنفيذه في البداية في إطار معهد رابابورت، هو تطوير وسيلة للمراقبة المستمرة لمستوى الجلوكوز في دم مرضى السكري، في شركة كارمل بيوسنزورسCarmel Biosensors.
تم تطوير أداة تشخيصية أخرى، والتي تسخر التقنيات الفيزيائية لتشخيص المشاكل الفيزيولوجية المرضية في أنظمة القلب والرئة، كجزء من شركة إيكوسنس / إيكولوجيك EchoSense / EchoLogic، التي أسسها بالتي في عام 2005.
وأسس شركة أخرى هي أو تو كيور O2Cure، تعمل على تطوير أجهزة مساعدة على التنفس بهدف نهائي هو تطوير رئة صناعية مزروعة.
أهم إنجازاته هو تأسيسه لشركة نوفوكيور Novocure التي أسسها في عام 2000 والتي طورت علاجًا مبتكرًا للسرطان، وهو وسيلة فيزيائية تحل محل العلاج الكيميائي والبيولوجي، أو تُعطى معًا.
هذا الإجراء عبارة عن مجالات كهربائية لها خصائص خاصة (الحقول المعالجة للورم - TTFields) التي تسمح لها بإتلاف الخلايا السرطانية في العديد من أنواع الأورام الصلبة دون الإضرار بالخلايا الطبيعية في بيئة الورم.
وهو كبير العلماء في الشركة وشغل منصب مديرها من 2002 إلى 2018.
في التجارب السريرية المكثفة، ثبت أن العلاج باستخدام TTFields فعال في العديد من أنواع السرطان وحصل على موافقة إدارة الأغذية والعقاقير (FDA) لثلاثة أنواع من السرطان. يعتبر علاج TTFields فريدًا من حيث أنه لا يترافق مع الآثار الجانبية الشديدة التي تصاحب جميع علاجات السرطان الأخرى.
حصل على جائزة إسرائيل في مجال ريادة الأعمال والابتكار التكنولوجي لعام 2022.
نشر 70 مقالاً علمياً وله 40 براءة اختراع مسجلة باسمه. 

## الدراسات الرئيسية
وسعت أبحاث البروفيسور بالتي بشكل كبير المعرفة المتعلقة بطبيعة التفاعلات بين الجزيئات الكبيرة والعضيات (العضيات) والمجالات الكهربائية الطبيعية أو المستحثة في الأنسجة.
تم توسيع هذه الدراسة، التي كانت أساس أطروحة الدكتوراه، وتناولت توصيف الخصائص الوظيفية للقنوات الأيونية الغشائية، التي تتحكم بها المجالات الكهربائية في الغشاء. تحدد هذه الخصائص سلوك الخلايا المثيرة.
في هذه الدراسة، بدأ في البحث عن سلوك الخلايا والأنسجة عند التعرض للمجالات الكهربائية، مع التركيز على تأثير الحقول على بنية ونشاط الجزيئات داخل الخلايا.
بناءً على المعرفة المتراكمة، ركزت الخطوة التالية على تطوير إجراءات لمكافحة السرطان. اعتمد البحث على فكرة استخدام الوسائل الفيزيائية بدلاً من العلاجات التقليدية (العلاج الكيميائي والعلاج البيولوجي) أو بالإضافة إليها.
من عيوب العلاجات الكيميائية والبيولوجية، بالإضافة إلى الآثار الجانبية الشديدة، أنها تدمر الخلايا السرطانية من خلال الارتباط بمستقبلات أو جزيئات معينة تميز نوعًا معينًا من السرطان أو حتى نوعًا فرعيًا من السرطان. لهذا السبب تقتصر فعاليتها عادة على نوع واحد من السرطان أو أنواع فردية.
في المقابل، تؤثر العلاجات الفيزيائية، مثل الإشعاع المؤين، على مجموعة واسعة من المكونات والعمليات داخل الخلايا التي لا تخص خلايا معينة - وبالتالي فهي تؤثر على مجموعة واسعة من السرطانات، ولكن تكلفة هذا النشاط واسع النطاق هي تأثير مدمر على الخلايا السليمة والآثار الجانبية الشديدة.
وبالتالي، ستكون هناك فائدة كبيرة لعلاج السرطان من خلال عامل فيزيائي، وهو فعال ضد العديد من أنواع السرطان، بينما لا يكون له أي تأثير على الخلايا غير السرطانية وبالتالي لا يصاحبها آثار جانبية. تم تعريف تطوير مثل هذا العامل المادي على أنه الهدف التالي للدراسة.
بناءً على المعرفة الفيزيائية الحيوية والجزيئية المتراكمة، خلصت النتائج إلى أن الحقول الكهربائية المتناوبة في مناطق معينة قد توقف الانقسام غير المنضبط للخلايا السرطانية، دون الإضرار بالخلايا السليمة.
اعتمد اختيار المجالات الكهربائية على عنصرين:
- حساب التغيرات في تشتت المجالات الكهربائية التي تتناوب على ترددات مختلفة داخل وحول الخلايا الحية.
- حساب القوى التي تمارسها الحقول على الجزيئات الكبيرة والأجسام الأخرى داخل الخلايا التي يمكن استقطابها كهربائيًا.

تتسبب هذه المجالات في داء الديالتروبوريس في الخلايا المنقسمة وبالتالي تتسبب في حركة مستمرة أحادية الاتجاه للجزيئات والأجسام المشحونة.
بهذه الطريقة تتسبب الحقول في إتلاف بنية الخلايا ووظائفها. بالإضافة إلى ذلك، يؤدي الرحلان الكلوي إلى إضعاف البنية الثلاثية للجزيئات القطبية (البروتينات، الحمض النووي، الحمض النووي الريبي، إلخ) الضرورية لوظيفة الخلية وانقسامها. كما ذكرنا، لا يظهر الرحلان الكلوي في الخلايا غير المنقسمة. نظرًا لارتباطه بالتكاثر السريع للخلايا السرطانية، كان التأثير الأكثر دراسة حتى الآن هو ضعف عمليات البلمرة / إزالة البلمرة في المهارة الخلوية أثناء انقسام الخلايا السرطانية.
وهكذا ولد المجال الجديد لعلاج السرطان المسمى TTFields (حقول معالجة الورم) - والذي أطلق عليه اسم الطريقة الرابعة لعلاج السرطان.
بناءً على ما سبق، أسس بالتي والمجموعة التي شكلها شركة نوفوكيور Novocure، التي نجحت في تحويل هذه الأداة المحتملة إلى أداة علاجية فعالة في علاج السرطان.
في المرحلة الأولية، ركز التطور على إيجاد المعلمات المثلى لإتلاف البنية الجزيئية للخلايا، دون الإضرار بالخلايا السليمة. في هذا الإطار، تم فحص مجموعة واسعة من مزارع الخلايا السرطانية ووجد أن TTFields فعالة في إيذاء جميع أنواع الخلايا السرطانية المختبرة (أكثر من 20 نوعًا).
قام مختبر بالتي والعديد من المختبرات الأخرى حول العالم بالتحقيق في تأثير المجال الكهربائي المتناوب المختار على أنواع مختلفة من الخلايا والجزيئات الكبيرة في الخلايا، بما في ذلك المادة الوراثية. بالإضافة إلى ذلك، تم التحقيق في التأثير التآزري لـ TTFields وعقاقير العلاج الكيميائي والبيولوجيا والإشعاع وتم العثور على العديد من التأثيرات التآزرية.
بعد العمل السريري المكثف، بدأت المرحلة الثانية حيث تم إجراء العديد من التجارب السريرية متعددة المراكز. كان التطبيق الأولي هو علاج مرضى الورم الأرومي الدبقي متعدد الأشكال (GBM)، وهو أكثر أنواع سرطان الدماغ شيوعًا.
أظهرت التجارب أن TTFields تبطئ بشكل كبير من تطور المرض، وتطيل حياة المرضى وحتى تؤدي إلى تعافي البعض منهم.
بناءً على هذه التجارب وغيرها من التجارب اللاحقة، وافقت إدارة الغذاء والدواء الأمريكية على علاج TTFields لسرطان GBM و GBM المتكرر وسرطان الرئة ورم الظهارة المتوسطة.
حتى الآن، تم علاج ما يقرب من 20000 مريض في TTFields حول العالم. علاوة على ذلك، تُجرى اليوم (2021) 6 تجارب إكلينيكية واسعة النطاق متعددة المراكز لسرطانات إضافية: سرطان الرئة والبنكرياس والمبيض والجهاز الهضمي والكبد والدماغ النقيلي.
تظهر النتائج المؤقتة، التي تم نشرها بالفعل، أن علاج TTFields فعال في جميع هذه السرطانات الإضافية.
أدت الدراسات الناجحة والنتائج السريرية إلى إنشاء مجال جديد من الأبحاث الأساسية والسريرية التي تتعامل مع تأثيرات المجالات الكهربائية المتناوبة على التركيب الجزيئي ووظيفة الخلايا.
يتوسع البحث أيضًا حول إمكانيات الاستخدام السريري للطريقة الجديدة (TTFields) لعلاج السرطان وأنواع أخرى من الأمراض.

## روابط خارجية
- يورام بالتي، على موقع نوفوكيور الإلكتروني (بالإنجليزية)